# Marie Howet
Marie Howet, née à Libramont le 24 mars 1897 et décédée à Libramont le 24 mars 1984, est une artiste peintre expressionniste belge.

## Biographie
Marie Howet commence à dessiner à 16 ans et entre à l’Académie des Beaux-arts de Bruxelles en 1913. Elle n’y reste que dix mois puis part à Paris pour intégrer l’École des Beaux-arts.
Elle remporte en 1922 à l’âge de 25 ans le Prix de Rome belge en peinture. Elle est d'ailleurs la première femme à être ainsi distinguée.
Marie Howet est connue pour son portrait de Jules et Marie Destrée et comme une artiste latine (selon sa propre expression) de l'Ardenne [réf. nécessaire]. Pour l’artiste, le portrait constitue le meilleur élément d’étude, le plus riche, le plus difficile aussi. Il lui permet d’apprendre. Il y a la recherche du ton correspondant à l’image du sujet et aussi la ressemblance. Les centaines de portraits peints tout au long de sa carrière semblent bien confirmer cet aspect.
Elle est l'amie d'Éliane de Meuse à laquelle elle vouait une profonde admiration artistique [réf. nécessaire].

## Collections publiques
- Arlon, musée Gaspar, collection de l'Institut archéologique du Luxembourg, dessin, huiles, aquarelles[3].
- Libramont-Chevigny, collection communale conservée dans la maison de l'artiste, siège de l'Office du Tourisme.